# Royal Air Force

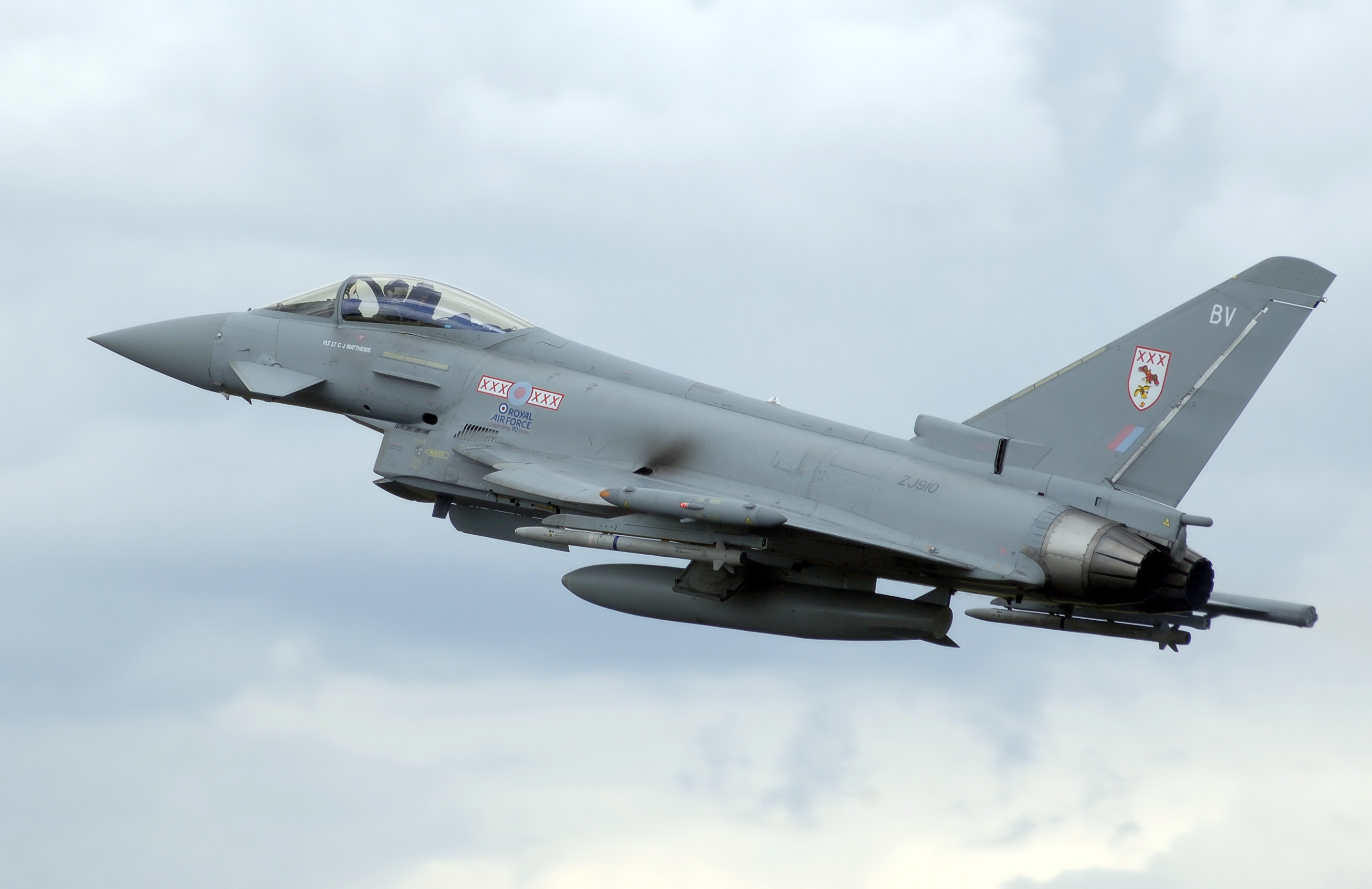
Eurofighter Typhoon F2

Royal Air Force (RAF) este forța aeriană a Forțelor Armate Britanice. RAF a fost înființată pe 1 aprilie 1918. RAF a avut după acest moment un rol de primă importanță în istoria militară britanică, în special în timpul celui de-al doilea război mondial și în unele conflicte mai recente. RAF folosește 853 de aparate de zbor și are un personal militar regulat de peste 40.000 de oameni.Majoritatea avioanelor și personalului RAF se află la bazele din Regatul Unit. Există baze permanente în alte regiuni ale globului precum cele din Germania, Cipru, Insulele Falkland sau Qatar. Avioanele RAF au participat la misiuni în străinătate în Orientul Mijlociu, Irak, Afganistan sau Balcani. 
Pe 1 aprilie 2008 RAF a sărbătorit a 90-a aniversare printr-un miting aerian al unității de elită de acrobație aeriană „Red Arrows”.
Pe 1 aprilie 2018 a fost sărbătorit centenarul de la înființarea RAF.

## Dotare
- 332 buc. avioane de luptă (Tornado, Jaguar, Harrier)
- 160 buc elicoptere